# Unione della radio e della televisione egiziana
Egyptian Radio and Television Union, nota anche come ERTU (in arabo إتحاد الإذاعة والتلفزيون المصري‎? Itteh'ad Al-Edhaa'a wa at-Televezyon al-Mis'ri), è l'ente radiotelevisivo pubblico dell'Egitto. Trasmette dalla capitale Il Cairo principalmente in arabo.
È membro attivo dell'Unione Europea di Radiodiffusione (UER), dell'African Union of Broadcasting e dell'Asia-Pacific Broadcasting Union.

## Storia
La radio egiziana iniziò a trasmettere il 31 maggio 1934 in accordo con la Marconi Company. Il Direttore generale della stazione era in quel periodo Said Basha Lotfi, fino a dicembre 1947. In quella data il contratto con Marconi fu rescisso per passare ad una stazione radiofonica egiziana nazionale, che divenne anche nota per la frase con cui si annunciava: «This is Cairo» (in arabo  هنا القاهرة‎? (traslitterato: Houna al Qaahira, «Questa è Il Cairo»). Era anche chiamata "First Programme" (in arabo البرنامج الأول‎?).
In seguito furono aggiunte altre 3 stazioni, ovvero la panaraba Voice of the Arabs (in arabo صوت العرب‎?) nel 1953, il Second Programme (in arabo البرنامج الثاني‎?) nel 1957 e l'altra panaraba Middle East Radio (in arabo إذاعة الشرق الأوسط‎?) nel 1964. Tutte e quattro le stazioni trasmettevano tramite in onde medie coprendo gran parte del Medio Oriente, del Nordafrica e dell'Africa orientale.
Nel 1950 il governo organizzò l'emittenza egiziana creando la Egyptian State Broadcasting (in arabo الإذاعة الحكومية المصرية‎?), che fu uno dei fondatori dell'Unione Europea di Radiodiffusione (UER).
La TV iniziò, invece, a trasmettere il 21 luglio 1960 offrendo 6 ore di programmazione giornaliera attraverso un canale statale che deteneva il monopolio delle trasmissioni terrestri.
Nel 1971 un decreto governativo fondò la Arab Radio and Television Union e creò quattro reparti distinti: reparto radio, reparto televisione, reparto tecnico e reparto amministrativo, ciascuno dei quali aveva un proprio presidente che faceva riferimento direttamente al Ministero dell'informazione; a quel punto la società radiotelevisiva fu rinominata "Egyptian Radio and Television Union".
Nel 1958, in seguito all'ammissione di Israel Broadcasting Authority nella UER, l'azienda cessò la sua partecipazione attiva, così come Syrian Broadcasting Services; fu riammessa come membro attivo il 1º gennaio 1985.
Nel corso degli anni duemila ERTU ha effettuato il passaggio dei canali televisivi dalla tecnologia analogica a quella digitale.

## Servizi

### Radio

#### Nazionale
| Nome | Sede     | Тipo                                         | Lancio | Lingua                                       |
| --- | -------- | -------------------------------------------- | ------ | -------------------------------------------- |
| General Programme Radio (in arabo إذاعة البرنامج العام‎?) o Egyptian Radio                                   | Il Cairo | generalista                                  | 1934   | arabo                                        |
| Voice of the Arabs (in arabo إذاعة صوت العرب‎?)                                                              | Il Cairo | panaraba                                     | 1953   | arabo                                        |
| Middle East Radio (in arabo إذاعة الشرق الأوسط‎?)                                                            | Il Cairo | panaraba                                     | 1964   | arabo                                        |
| European Program Radio (in arabo إذاعة البرنامج الأوربي‎?)                                                   | Il Cairo | generalista                                  |        | inglese, francese, greco, italiano e tedesco |
| Cultural Radio (in arabo إذاعة البرنامج الثقافي‎?) (in passato Second Programme) (in arabo البرنامج الثاني‎?) | Il Cairo | cultura                                      | 1957   | arabo                                        |
| Youth and Sports Radio (in arabo إذاعة الشباب والرياضة‎?)                                                    | Il Cairo | sport e programmi per giovani                | 1975   | arabo                                        |
| Radio Greater Cairo (in arabo إذاعة القاهرة الكبرى‎?)                                                        | Il Cairo | generalista                                  | 1981   | arabo                                        |
| Songs Radio (in arabo إذاعة الأغاني‎?)                                                                       | Il Cairo | musica                                       | 2000   | arabo                                        |
| News and Music Radio (in arabo إذاعة الأخبار والموسيقى‎?)                                                    | Il Cairo | informazione e musica                        |        | arabo                                        |
| Radio Masr o Egypt Radio (in arabo إذاعة راديو مصر‎?)                                                        | Il Cairo | generalista                                  | 2009   | arabo                                        |
| Al Qur'an al Karim Radio (in arabo إذاعة القران الكريم‎?)                                                    | Il Cairo | religione musulmana                          |        | arabo                                        |
| Educational Radio (in arabo الإذاعة التعليمية‎?)                                                             | Il Cairo | programmi didattici                          |        | arabo                                        |
| Voice of Palestine (in arabo صوت فلسطين‎?)                                                                   | Il Cairo | generalista                                  |        | arabo                                        |
| Radio Cairo compresi i servizi di Radio Cairo World Service (1-7)                                           | Il Cairo | varie stazioni ad onde corte e via satellite |        | arabo                                        |

#### Locale
| Nome                                                | Sede     | Тipo        | Lancio | Lingua |
| --------------------------------------------------- | -------- | ----------- | ------ | ------ |
| North of Saaeed Radio (in arabo إذاعة شمال الصعيد‎?) | Il Cairo | generalista |        | arabo  |
| Nile Valley Radio (in arabo إذاعة وادي النيل‎?)      | Il Cairo | generalista |        | arabo  |
| Middle Delta Radio (in arabo إذاعة وسط الدلتا‎?)     | Il Cairo | generalista |        | arabo  |
| Radio Alexandria (in arabo إذاعة الإسكندرية‎?)       | Il Cairo | generalista |        | arabo  |

### Televisione

#### Nazionale
| Nome               | Sede     | Тipo                                            | Lancio | Lingua |
| ------------------ | -------- | ----------------------------------------------- | ------ | ------ |
| ERTU 1 (Al Oula)   | Il Cairo | generalista e di informazione                   | 1960   | arabo  |
| ERTU 2 (Al Thanya) | Il Cairo | fiction televisiva, intrattenimento e attualità | 1961   | arabo  |
| Al Masriya         | Il Cairo | canale dedicato alla diaspora egiziana          | 1990   | arabo  |
| Channel Egypt      | Il Cairo | generalista                                     |        | arabo  |

#### Regionale
| Nome               | Sede                 | Тipo | Lancio | Lingua |
| ------------------ | -------------------- | --- | ------ | ------ |
| Cairo Channel      | Il Cairo             | generalista (governatorati di Greater Cairo, ovvero Il Cairo, Giza e al-Qalyūbiyya)                                   |        | arabo  |
| Alexandria Channel | Alessandria d'Egitto | generalista (Alessandria, Al Buhayrah e parti di Marsa Matruh)                                                        |        | arabo  |
| Canal Channel      | Ismailia             | generalista (governatorati del canale di Suez, ovvero Ismailia, Suez e Porto Said)                                    |        | arabo  |
| Delta Channel      | Tanta                | generalista (governatorati del Delta centrale, ovvero Gharbiyya, al-Manufiyya, Daqahliyya, Kafr el-Sheikh e Damietta) |        | arabo  |
| Upper Channel      | Minya                | generalista (governatorati dell'Egitto settentrionale superiore, ovvero Minya, Fayyum, Beni Suef e Asyut)             |        | arabo  |
| Thebes Channel     | Assuan               | generalista (governatorati di Egitto settentrionale inferiore, ovvero Sohag, Qena, Luxor e Assuan)                    |        | arabo  |

### Nile Television
Nilesat ha permesso il lancio di diversi canali TV specialistici in aggiunta a Egyptian Satellite Channel (ESC) e a Nile TV, tutti di proprietà dello Stato egiziano:
| Nome             | Sede     | Тipo                                                                                            | Lancio | Lingua |
| ---------------- | -------- | ----------------------------------------------------------------------------------------------- | ------ | ------ |
| Al Nile          | Il Cairo | generalista                                                                                     |        | arabo  |
| Nile Culture     | Il Cairo | cultura                                                                                         |        | arabo  |
| Nile Cinema      | Il Cairo | cinema                                                                                          |        | arabo  |
| Nile Comedy      | Il Cairo | cinema                                                                                          |        | arabo  |
| Nile Drama       | Il Cairo | fiction                                                                                         |        | arabo  |
| Nile Educational | Il Cairo | vari canali didattici per l'istruzione primaria, preparatoria, secondaria, medica e linguistica |        | arabo  |
| Nile Family      | Il Cairo | generalista                                                                                     |        | arabo  |
| Nile News        | Il Cairo | informazione                                                                                    |        | arabo  |
| Nile Life        | Il Cairo |                                                                                                 |        | arabo  |
| Nile Sports      | Il Cairo | sport                                                                                           |        | arabo  |
| Nile Variety     | Il Cairo | intrattenimento (principalmente concerti, video musicali, competizioni e talk show              |        | arabo  |
| Tanweer Channel  | Il Cairo |                                                                                                 |        | arabo  |

## Ricezione

### Satellite[4]
| Satellite          | Arabsat 5C | Nilesat 201                                                            | Nilesat 201                                                            |
| Posizione orbitale | 20.0° Est | 7.0° Ovest                                                             | 7.0° Ovest                                                             |
| Bouquet            | / | /                                                                      | /                                                                      |
| Canali             | ERTU 1, ERTU 2, Al Masriyah, Al Masriyah USA, Nile TV International, Nile News, Nile Drama, Nile Sport, Nile Life | Nile Cinema, Nile News, Nile Drama, Nile Comedy, Nile Life, Nile Sport | Nile Cinema, Nile News, Nile Drama, Nile Comedy, Nile Life, Nile Sport |
| Frequenza          | 3964 MHz | 11747 MHz                                                              | 11843 MHz                                                              |
| Polarizzazione     | R | Verticale                                                              | Orizzontale                                                            |
| SR                 | 27500 ksym/s | 27500 ksym/s                                                           | 27500 ksym/s                                                           |
| FEC                | 3/4 | 5/6                                                                    | 5/6                                                                    |
| Modulazione        | |                                                                        |                                                                        |

### Digitale terrestre
Tutti i canali televisivi di ERTU trasmettono in tecnologia digitale terrestre.